# Aleksander Habiniak
Aleksander Jan Habiniak ps. „Wysoki”, „Kmicic”, „Kuźma” (ur. 19 lipca 1897 w Bartkowicach, zm. w sierpniu 1940 w Brześciu nad Bugiem) – major piechoty Wojska Polskiego, komendant Okręgu Polesie ZWZ.

## Życiorys
Urodził się 19 lipca 1897 w Bartkowicach, w ówczesnym powiecie powiecie noworadomskim guberni piotrkowskiej, w rodzinie Władysława i Pauli z Widuchów. Od 1913 był członkiem Strzelca. Od sierpnia 1914 w Legionach Polskich. Od 1915 działał w Polskiej Organizacji Wojskowej. Od listopada 1918 służył w Wojsku Polskim. 31 stycznia 1920 został mianowany podporucznikiem. Był uczestnikiem wojny z bolszewikami.
W 1923 był przydzielony z 5 pułku strzelców podhalańskich w Przemyślu do Powiatowej Komendy Uzupełnień Wieluń na stanowisko oficera instrukcyjnego. W grudniu 1924 został przeniesiony z 5 psp do 25 pułku piechoty w Piotrkowie i przydzielony do PKU Piotrków na stanowisko oficera instrukcyjnego. W marcu 1926, w związku z likwidacją stanowiska oficera instrukcyjnego, został przydzielony do 25 pp. Przeniesiony do 77 pułku piechoty w Lidzie (1927–1928), skąd przeniesiony do 28 pułku piechoty w Łodzi. Komendant obwodowy Przysposobienia Wojskowego na miasto Łódź. 2 grudnia 1930 został mianowany kapitanem ze starszeństwem z dniem 1 stycznia 1931 i 149. lokatą w korpusie oficerów piechoty. W 1933 został przeniesiony do 36 pułku piechoty w Warszawie, gdzie był komendantem obwodowym PW. Był komendantem Związku Strzeleckiego na województwo warszawskie. W marcu 1939 pełnił służbę w Akademii Wychowania Fizycznego Józefa Piłsudskiego w Warszawie na stanowisku kierownika PW.
Wziął udział w kampanii wrześniowej 1939 jako dowódca batalionu zapasowego 86 pułku piechoty w Ośrodku Zapasowym 19 Dywizji Piechoty w Lidzie. Walczył z agresją ZSRR na Kresach Wschodnich. Od jesieni 1939 był współorganizatorem sieci konspiracyjnej Organizacji Orła Białego. Był wiceprzewodniczącym OOB na teren Warszawy. W końcu 1939 został włączony z OOB do SZP potem ZWZ. W 1940 został mianowany na stopień majora. Był komendantem Okręgu ZWZ Polesie od marca do sierpnia 1940. W sierpniu 1940 został prawdopodobnie zdekonspirowany przez agentów NKWD. Podczas próby aresztowania podjął obronę, w trakcie której zginął.

## Ordery i odznaczenia
- Krzyż Niepodległości – 23 grudnia 1933 „za pracę w dziele odzyskania niepodległości”[11]
- Krzyż Walecznych – 1922 za działalność w POW[12][13]
- Srebrny Krzyż Zasługi – 16 marca 1933 „za zasługi na polu przysposobienia wojskowego”[14]